# Преображенський метроміст
55°47′48″ пн. ш. 37°42′07″ сх. д. / 55.796666666667° пн. ш. 37.701944444444° сх. д.
Преображенський метроміст — хронологічно третій з п'яти відкритих Метромостів Москви і найкоротший з них (330 метрів, не рахуючи критого Медведківського). Відкрито 31 грудня 1965 у складі черги «Сокольники» — «Преображенська площа» Сокольницької лінії Московського метрополітену, і розташований між цими станціями, приблизно в 300—400 метрах від останньої. Нарівні з критим Медведковським метромостом перетинає річку Яузу. Перекинутий між набережними Ганнушкіна і Русаковською.

## Технічні характеристики
За типом конструкції трипрогінний, за базу використані автомобільні тримаючі опори (як і у випадку з Нагатинським). Довжина 330 метрів. Просвіт в самій піднесеній точці становить 17,3 м. Міст має нехарактерне викривлення в 21/1000, розташоване на східній ділянці.

## Ресурси Інтернету
- Преображенський метроміст на metromost.com(рос.)